# 日本小動物獣医学会
日本小動物獣医学会（にほんしょうどうぶつじゅういがっかい、英語: The Japanese Society Of Small Animal Veterinary Medicine）は、日本の学術研究団体の一つ。

## 概要
1951年5月5日設立。学術研究団体としての種別は単独学会。
小動物獣医学に関する学術の研究とその振興・普及を図り、社会に寄与することを目的としている。
国内においては日本獣医師会に加盟している。

## 沿革
- 1951年 - 日本臨床獣医学会設立。
- 1990年 - 日本小動物獣医学会に改称。

## 刊行物

### 日本獣医師会雑誌（小動物臨床関連部門）
- 誌名（和文）：日本獣医師会雑誌（小動物臨床関連部門）
- 誌名（欧文）：Journal of Japan Veterinary Medical Association
- 創刊年：1944
- 資料種別：ジャーナル（査読付き論文を含む）
- 使用言語：日本語（英文抄録あり）
- 発行形態：印刷体、eジャーナル
- 著作権帰属先：学会
- クリエイティブコモンズ：定めていない
- 購読：有料